# Lycorea obliquinigra
Lycorea obliquinigra är en fjärilsart som beskrevs av Felix Bryk 1953. Lycorea obliquinigra ingår i släktet Lycorea och familjen praktfjärilar. Inga underarter finns listade i Catalogue of Life.